# HD 34167
HD 34167，又名CD-35 2176，SAO 195669、HR 1715，是一颗恒星，视星等为6.98，位于銀經239.43，銀緯-34.41，其B1900.0坐标为赤經5h 10m 13.4s，赤緯-35° -34.41′ 24″。